# Olivetti ET 101
Olivetti ET (Electronic Typing) 101 è la prima macchina per scrivere elettronica della Olivetti e in generale al mondo, nata nel 1976 dal progetto diretto da Filippo Demonte ed i progettisti Gianfranco Faggian, Gianluigi Ponzano e Mario Bellini.

## La macchina per scrivere
Fu progettata nel 1977 sotto la direzione di Filippo Demonte da Gianfranco Faggian per la parte elettronica, Gianluigi Ponzano per la meccanica e Mario Bellini per il design.
Presentata allo SMAU di Milano nel 1978, la macchina fu la prima macchina per scrivere elettronica prodotta al mondo. Il primato, insieme alla mancanza iniziale di concorrenza, fu una delle cause del grande successo di questa macchina, insieme al fatto che per la scrittura l'uso del computer, che pur cominciava a diffondersi, era troppo dispendioso, e all'uso semplice, nonché la sicurezza data dalla rete di distribuzione Olivetti.
Nella macchina è presente un sistema di stampa a “margherita” intercambiabile, ma pur non essendo presente un display di visualizzazione è possibile, grazie alla memoria presente, correggere le ultime parole battute.
La versione italiana della macchina utilizza il layout QWERTY, anche se sono state prodotte versioni con disposizioni differenti di tasti a seconda della lingua.